# Nászer Givehcsi
Nászer Givehcsi, perzsául: ناصر گيوه چی, a nyugati sportsajtóban: Nasser Givehchi (Teherán, 1932. november 12. – Teherán, 2017. május 15.) olimpiai ezüstérmes iráni birkózó.

## Pályafutása
Az 1952-es helsinki olimpián szabadfogás, pehelysúlyban ezüstérmet szerzett. Az 1958-as tokiói ázsiai játékokon bronzérmes lett a 62 kg-os mezőnyben.

## Sikerei, díjai
- Olimpiai játékok
  - ezüstérmes: 1952, Helsinki
- Ázsia-játékok
  - bronzérmes: 1958, Tokió